# 熱量
熱量（ねつりょう英: amount of heat
）とは、物体間を伝わる熱や、燃料や食品の持つ熱を、比較したり数値で測ったりできるもの（＝量）として捉えたもの。
国際単位系と計量法では、その計量単位はジュールまたはワット秒が使われる。
- 物理学における熱量は、熱を参照。
- 物体の温度を 1 K 上げるのに必要な熱量を熱容量という。
- 栄養学や食品における熱量もその本質は物理学における熱量と同一であり、その計量単位はジュールである。計量単位カロリーは、かつては広く用いられたが、現在では、できるだけ使用せず、もし使用する場合にはジュールの値を併記することになっている。計量法は、カロリーを特殊な計量である「人若しくは動物が摂取する物の熱量又は人若しくは動物が代謝により消費する熱量の計量」に限って使用できる単位として認めている（カロリーを参照）。
- 燃料の「熱量」といった場合には、別の形態になっているエネルギーが燃焼によって、熱エネルギーに変わった場合に得られるエネルギーの量を指す。